# Marquis Hill

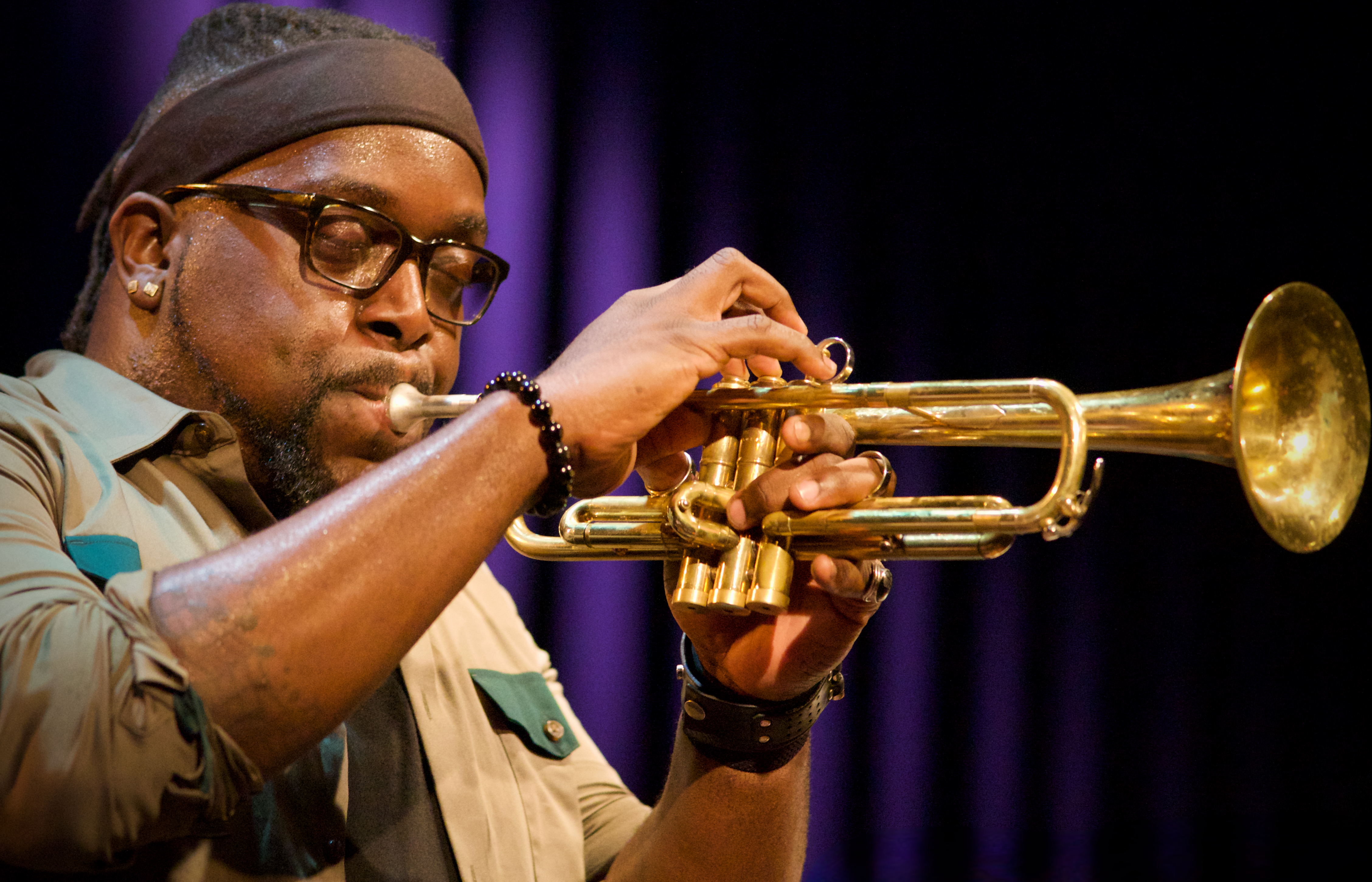
Marquis Hill (Amsterdam, 2019)

Marquis Hill (15. April 1987 in Chicago) ist ein US-amerikanischer Jazztrompeter, der auch Flügelhorn spielt und Komponist ist.

## Leben und Wirken
Hill wechselte vom Schlagzeug, das er schon mit 4 Jahren zu spielen begann, schließlich zur Trompete. Grund war offenbar ein früher Einfluss, als er ein Album des amerikanischen Trompeters Lee Morgan hörte, das ihm seine Schulleiterin gab. Er studierte Musikpädagogik und Jazz an der Northern Illinois University mit dem Bachelor-Abschluss 2009. Der Leiter des Jazzstudiengangs Ronald Carter kannte ihn noch von der Jugendarbeit im South Shore von Chicago mit einer Big Band. Schon während des Studiums machte er sich einen Namen in der Jazzszene von Chicago. Im Jahr 2012 erhielt er seinen Master-Abschluss in Jazzpädagogik an der DePaul University. Neben Auftritten unter anderem mit seinem eigenen Quartett, das er selbst „Blacktet“ nennt, unterrichtete er auch an der University of Illinois. Seit 2014 lebt Hill in New York City.
Neben seiner Solo-Karriere spielte er unter anderem als Sideman von Marcus Miller und Joe Lovano und in seiner Anfangszeit in Chicago mit Mitgliedern des AACM (Fred Anderson, Ernest Dawkins). Er wirkte auch bei Caroline Davis’ Album Heart Tonic (2018), bei Junius Paul (Ism, 2019), Matt Ulery (Wake an Echo), Makaya McCravens In the Moment (2015), Deciphering the Message (2021) und In These Times (2022), bei Emmet Cohens Future Stride (2021) und Caroline Davis’ Portals, Volume 1: Mourning (2021) mit.
Am 3. Juli 2022 trat er mit seinem Quartett (Marquis Hill – Trompete, Flügelhorn und Percussion, Makaya McCraven am Schlagzeug, Paul Junius am Bass und Joël Ross am E-Piano, Flügel und Vibraphon) auf dem internationalen Jazzfestival in Montréal, Kanada auf. Das Konzert wurde aufgezeichnet und ist auf dem Kabelkanal MEZZO zu sehen.
Seit dem Jahr 2023 verlegt er seine Alben hauptsächlich auf seinem eigenen Musik-Label, der Black Unlimited Music Group. Aktuell hat er eine Professur am Berklee College of Music inne.

## Stil
Marquis Hill mischt Post-Bop vor allem mit Sprechgesang, Hip-Hop und Drum and Bass und verwendet beim Trompetenspiel Subtone. Dies wurde ursprünglich von damals wegweisenden Saxophonisten wie Lester Young in das Spiel eingebaut, um einen wärmeren Ton, der näher an der menschlichen Stimme sein sollte, zu erzeugen.
Bei den Live-Konzerten kommen auch aufgezeichnete, menschliche Stimmen mit verschiedenen Zitaten zum Einsatz.

## Diskographische Hinweise
- New Gospel (Skiptone Music 2011), u. a. mit Jeremy Cunningham
- Sounds of the City (Skiptone Music 2012)
- The Poet (Skiptone Music 2013)
- Modern Flows EP, Vol. 1 (Skiptone 2014)
- The Way We Play (Concord 2016), mit seinem Blacktet Christopher McBride (Altsaxophon), Justin Thomas (Vibraphon), Joshua Ramos (Bass) und Makaya McCraven (Schlagzeug)
- Love Tape (2019) mit Mike King, Paul Junius, Marcus Gilmore, Christie Dashiell, Josh Johnson
- Soul Sign (2020)
- New Gospel Revisited (Edition, 2022)
- Rituals + Routines (Edition, 2023)
- Composers Collective: Beyond the JukeBox (2024)

## Preise und Auszeichnungen
2012 gewann er den ersten Platz bei der International Trumpet Guild’s Jazz Improvisation Competition. Im Jahr darauf ebenso den ersten Preis bei der Carmine Caruso International Jazz Trumpet Solo Competition sowie 2014 den renommierten Thelonious-Monk-Wettbewerb für Solo-Trompete. Ein Teil des Preises war ein Plattenvertrag bei Concord Music. 2016 gewann er den Rising Star Poll von Down Beat.